# 水沢螢
水沢 螢（みずさわ ほたる、1968年2月6日 - ）は、日本のモデル、女優、レポーター、タレント。コムスシフト所属。

## 来歴・人物
広島県広島市出身。福岡県立宗像高等学校中退。
『日立 世界・ふしぎ発見!』（TBS）の「ミステリーハンター」として知られる。
TVデビューは1988年「欽ちゃんのどこまで笑うの！？」（テレビ朝日系）。
芸名は『ログハウスごっこ』（1986年）のヒロインの役名“螢”から（本人は出演していない）。1986年、絵の勉強を理由に上京。美大を目指して新聞配達、ファストフード、モデルクラブ など様々なアルバイトをしていた。
ホタルという名義で、増渕容子・江口ゆかりと女性3人組音楽ユニット「りんごばんど」を結成しリードボーカルを務め、1988年には多摩テックの限定アルバム『タマテックドリームズ』にも参加した。
2006年に第1子（女児）を出産。

## 出演

### レポーター
- 世界・ふしぎ発見!（TBS、1991年～2000年。66回出演。スペシャル回を除く通常放送では歴代4位の62回出演）
- 探検ロマン世界遺産（NHK総合）「シェーンブルン宮殿・ウィーン」、「光と影の王宮伝説～スペイン・アルハンブラ宮殿」
- 極める!「名水学」（NHK教育、2011年3月）
- ふるさと満喫～日本悠々から～津軽　太宰文学のゆりかご（NHK総合、1997年）

### バラエティー
- 欽ちゃんのどこまで笑うの?!（テレビ朝日、1988年～1989年）
- 欽きらリン530!!、気楽にリン90分（日本テレビ、1988年）
- HOUTO東京人-（JOCX-TV2TV2教育フジテレビ、1988年）白鳥麗子として堀越武彦（上京太郎）と共演。
- Move Town2（日本テレビ、1990年）
- 謎のホームページ サラリーマンNEO（NHK、2005年）

### ドラマ
- ドラマ23 ヒラナリ君ナリヒラ君（TBS、1989年）
- 過ぎし日のセレナーデ（フジテレビ、1989年） - 森下徹(薬丸裕英)の恋人役
- 愛しあってるかい!（フジテレビ、1989年）
- 奇妙な出来事「待合室」（フジテレビ、1990年） - 主人公の喫茶店客
- 東京ストーリーズ「目を閉じておいでよ」（フジテレビ、1990年）
- 世にも奇妙な物語「心霊写真」 （フジテレビ、1991年）
- びんた（TBS、1990年）
- キモチいい恋したい!（フジテレビ、1990年）
- 松本清張作家活動40周年企画・波の塔（フジテレビ、1991年） - 佐々木和子役
- 夢を追いかけて（1992年、よみうりテレビ）
- 小さな駅で降りる（テレビ東京、2000年）
- 世にも奇妙な物語「最期の瞬間」（フジテレビ、2000年）
- 夏の王様～広島・佐木島～（NHK、2000年）
- 青き復讐の花（2002年、NHK）
- ブラックジャックによろしく 第3話「一流の嘘」（TBS、2003年）
- 玄海（NHK、2003年）
- 天花（NHK朝の連続テレビ小説） - 河村直子役
- 無名（NHK、2004年）
- ハンチョウ〜警視庁安積班〜 シリーズ6 第4話（TBS、2013年） - 桐島景子役

### CM
- グリコナッツイン（1990年）
- 美和ロック（1999年）
- ダイワハウス（1999年）
- 永昌源杏露酒サワー（1999年～2000年）
- 東京総合信用→クオーク（1999年～2001年）
- ロート製薬美活工房（2005年）
- P&Gファブリーズ（2004年～2005年）
- サントリー カプセラ（2008年）※北川景子と共演
- JPかんぽ生命保険 かんぽさんと商店街篇 （2008年）
- ENEOS家庭用燃料電池エネファーム お客様の声・大家族篇（2009年）
- グラクソ・スミスクライン　カムテクト　シンク篇（2014年）

### 映画
- 夢を追いかけて（1993年）
- すべては夜から生まれる（2002年）
- 天使（2006年）
- ゆれる（2006年）

### ラジオ
- 満載ラジオ555!（ラジオたんぱ、1989年10月-1990年3月）

### イベント
- 24時間テレビ（日本テレビ、銀座日産ギャラリーにて堀敏彦と司会進行）